# Zamarada collarti
Zamarada collarti är en fjärilsart som beskrevs av Debauche 1938. Zamarada collarti ingår i släktet Zamarada och familjen mätare. Inga underarter finns listade i Catalogue of Life.